# Фудзивара, Токуро
Токуро Фудзивара (яп. 藤原 得郎 Фудзивара Токуро:) — японский дизайнер и продюсер видеоигр. Знаменит созданием Ghosts 'n Goblins и продюсированием серий игр Megaman.
Работал главным управляющим отделом консольных игр компании Capcom с 1988 по 1996 год. Впоследствии оставляет работу в Capcom для того чтобы создать свою собственную студию Whoopee Camp — где он будет заниматься созданием игры Tomba!.

## Биография
В 1982 году Токуро Фудзивара окончил Школу Дизайна в Осаке и поступил на работу в компанию Konami, где работал над проектом Pooyan. В 1983 году вместе с иллюстратором Ёсики Окамото ушёл из Konami и перешёл в Capcom, где они создают такие игры как Commando и Ghosts 'n Goblins.
Впоследствии, проработав много лет в качестве менеджера консольных игр, Фудзивара спродюсировал свыше 100 наименований видеоигр, включая серию игр Megaman (известной в Японии как Rockman). В 1996 году Фудзивара оставил работу в Capcom и основал компанию «Whoopee Camp». В 1998 году Whoopee Camp совместно с Sony Computer Entertainment создали фирму Deep Space, где Фудзивара занял должность исполнительного продюсера. Однако в 2005 году он вернулся в Capcom, а по состоянию на 2008 год — работает в компании Platinum Games.

## Игры
- Pooyan — директор
- Roc 'N Rope — директор
- Vulgus — директор
- Pirate Ship Higemaru — директор
- Ghosts 'n Goblins — директор
- Commando — директор
- The Speed Rumbler — директор
- Bionic Commando (аркада) — директор
- Tiger Road — директор
- Ghouls 'n Ghosts — директор
- Mega Man 2 — продюсер
- Strider — советник
- Sweet Home — участие
- Marusa no Onna — директор
- Destiny of an Emperor — продюсер
- Willow (NES) — продюсер
- Mega Man 3 — продюсер
- DuckTales — продюсер
- Gargoyle's Quest — продюсер
- Chip 'n Dale Rescue Rangers — продюсер
- Street Fighter 2010: The Final Fight — продюсер
- Super Ghouls 'n Ghosts — продюсер
- Mega Man 4 — продюсер
- Little Nemo: The Dream Master — исполнительный продюсер
- Destiny of an Emperor II — директор
- Disney’s The Little Mermaid — продюсер
- Mega Man in Dr. Wily's Revenge — продюсер
- Darkwing Duck — продюсер
- TaleSpin — продюсер
- Gargoyle's Quest II — продюсер
- Gold Medal Challenge '92 — продюсер
- Magical Quest starring Mickey Mouse — продюсер
- Adventures in the Magic Kingdom — продюсер
- Mega Man II (Game Boy) — продюсер
- Mega Man 5 — продюсер
- Breath of Fire — продюсер
- Duck Tales 2 — продюсер
- Final Fight 2 — продюсер
- Mighty Final Fight — продюсер
- Mega Man III (Game Boy) — продюсер
- Mega Man 6 — продюсер
- Disney’s Aladdin — советник
- Chip 'n Dale Rescue Rangers 2 — продюсер
- Mega Man X — продюсер
- Mega Man Soccer — продюсер
- Mega Man IV (Game Boy) — продюсер
- Goof Troop — продюсер
- Demon's Crest — продюсер
- The Great Circus Mystery starring Mickey & Minnie — продюсер
- Breath of Fire II — продюсер
- Mega Man X2 — продюсер
- X-Men: Mutant Apocalypse — продюсер
- Mega Man V (Game Boy) — продюсер
- Bonkers — продюсер
- Mega Man 7 — продюсер
- Mega Man X3 — продюсер
- Final Fight 3 — Producer
- Hanako Sangakita!! Gakkou no Kowai Uwasa — продюсер
- Resident Evil — генеральный продюсер
- Tomba! — исполнительный продюсер, директор, художественный директор
- Tomba 2 — Главный продюсер, Дизайнер
- Extermination — исполнительный продюсер
- Hungry Ghosts — исполнительный продюсер, директор
- Ultimate Ghosts 'n Goblins — директор, планирование
- Bionic Commando Rearmed — консультант
- Madworld — игровой дизайн